# Сципион Африкански
Вижте пояснителната страница за други личности с името Публий Корнелий Сципион.
Сципион Африкански, Публий Корнелий Сципион Африкански Старши (на латински: Publius Cornelius Scipio Africanus; * 235 пр.н.е. в Рим; † 183 пр.н.е.), е генерал във Втората пуническа война и политик на Римската република. Той е познат с победата си над Ханибал в битката при Зама, която му носи признанието на един от най-добрите военачалници в историята и названието Африкански. Често е наричан също „римският Ханибал“.

## Биография
Сципион произлиза от патрицииския род Сципион, клон на gens Корнелии. Публий Сципион е най-старият син на Публий Корнелий Сципион, консул през 218 г. пр.н.е. и съпругата му Помпония, произлизаща от влиятелна плебейска фамилия.
Когато е на 17 или 18 години той е включен заедно с чичо си Гней Корнелий Сципион Калв във войската на баща му през 218 г. пр.н.е. и участва във Втората пуническа война в Испания.
През 213 г. пр.н.е. е избран за едил, макар че е още много млад.
След като през 211 г. пр.н.е. баща му и чичо му са убити от Хасдрубал Барка, брат на Ханибал, през следващата година Сципион е назначен от сената (въпреки младостта си) за военачалник на армията в Испания и за проконсул. Сципион напуска Рим с десет хиляди пехотинци и хиляда конници, които са транспортирани на 30 квинквереми.
През 209 г. пр.н.е. завладява Картахена и след битката при Илипа през 206 г. пр.н.е. завладява днешна Испания. В края на годината се връща в Рим и през 205 г. пр.н.е. е избран на 31 години за консул.
В битката при Зама на 19 октомври 202 пр.н.е. той побеждава войските на Картаген. Ханибал иска примирие и втората пуническа война завършва. Сципион получава почетното си име Африкански.
През 199 пр.н.е. той е избран за цензор и през 194 пр.н.е. е отново консул.

## Сплетни и интриги
Политическите му противници го обвиняват във вземане на подкупи и започват Сципионските процеси. Той скъсва сметните книги и апелира към населението да празнува с него победата при Зама на Капитолий. От настъпилите в негова полза безредици, неговите противници се отказват от процеса. След това Сципион се оттегля в доброволно изгнание в Кампания, където умира през 183 пр.н.е. във вилата си в Литернум.

## Семейство
Женен е за Емилия Паула и е баща на Корнелия Африканска Старша, Корнелия Африканска Младша и Луций Корнелий Сципион (претор 174 пр.н.е.) и Публий Корнелий Сципион (авгур). Негов по-малък брат е Луций Корнелий Сципион Азиатски (консул 190 пр.н.е.)

## Признание
Сципион Африкански е една от историческите личности, които се споменават в настоящия национален химн на Италия – Del elmo di Scipio s'è cinta la testa (първи куплет).
През 1937 г. в Италия се снима пропаганден филм за него – Scipione l’Africano, а един от любимите ренесансови етюди на майсторите е „милосърдието на Сципион“.
Гробът на Сципион се намира по протежение на Appia Antica, от вътрешната страна на стената на Аурелиан, близо до портата на Св. Себастиан.